# 大村晟
大村 晟（おおむら まさと、1992年（平成4年）3月3日 - ）は、フジテレビのアナウンサー。

## 経歴
北海道出身で、後に東京都で育った。身長178cm。
慶應義塾高等学校、慶應義塾大学商学部を卒業した。バスケットボール歴10年で、大学では準体育会バスケットボール部に所属した。アナウンサーを志し、テレビ朝日アスクおよび日テレ学院アナウンススクールを受講していた。
2014年4月、フジテレビにアナウンサーとして入社した。同期入社のアナウンサーは永島優美。2021年7月1日付けでニュース総局スポーツ局に異動となるも、2025年7月にアナウンサーとして復帰した。

## 出演番組
- FNN NEWS Pick Up・あすの天気（土曜担当、2014年10月 - 2015年3月）
- 武器はテレビ。SMAP×FNS 27時間テレビ（2014年7月27日）
- FNNニュース（2015年1月2日夕方・3日夜、2016年1月2日朝・昼、12月30日夜、2017年1月1日夕方、2018年1月1日朝・3日夜）
- 第27回出雲駅伝・リポート中継（2015年10月12日）
- めざましテレビ
  - 「ココ調」木曜担当（2014年9月29日 - 2015年9月25日）
  - 「ココ調」金曜担当（2015年9月28日 - 2016年9月30日）
- こんやのニュース・あすの天気（土曜担当、2015年4月 - 2016年6月）
- 華大の知りたい!サタデー（BSフジ、ニュースコーナー担当、2015年4月 - 2016年9月）
- FNNみんなのニュースWeekend（サブキャスター、2016年4月2日 - 2017年3月26日）
- あしたのコンパス（ホウドウキョク）
  - スポット出演、2016年10月19日・2016年12月6日
  - 水曜レギュラーパートナー、2016年12月7日 - 2017年3月29日
- 直撃LIVE グッディ!
- FNNプライムニュース デイズ（月 - 木曜、2018年4月2日 - 2018年11月1日）[4]
- ノンストップ!（2019年4月 - 2020年9月　タブロイドハンター）
- S-PARK（2021年4月4日・5月2日・16日・30日・13日・27日深夜　ニュースキャスター）
- 麻雀中継
- プロ野球ニュース（フジテレビONE、土曜隔週）
- スポーツ中継（バスケ・駅伝・フィギュアスケート・野球・マラソン・バレーボール・eスポーツ）